# 墨香铜臭
墨香铜臭（1994年—）是網上文學作品網站晋江文学城的签约作者，其作品以耽美為主。她除了已有作品《魔道祖师》被改编成网络剧，其作品也被翻譯成其他語言，並以實體書的形式出品。
外界认为她的本名是袁依楣。2020年9月9日，杭州市上城区人民法院对杨旸、袁依楣非法经营案件进行一审判决。法院以“不宜在互联网公布的其他情形”为理由，未公开宣判结果。

## 作品列表
以下為部分墨香銅臭的作品：
- 《魔道祖师》：《陈情令》改編自本作[2][1]
- 《天官賜福》[2][1]
- 《人渣反派自救系统》[2][1]
- 《魔道祖师[重生]》[1]